# رايموند جي. ميرفي
رايموند جي. ميرفي (بالإنجليزية: Raymond G. Murphy)‏ هو ضابط أمريكي، ولد في 14 يناير 1930 في بويبلو في الولايات المتحدة، وتوفي بنفس المكان في 6 أبريل 2007.